# Torture nasale

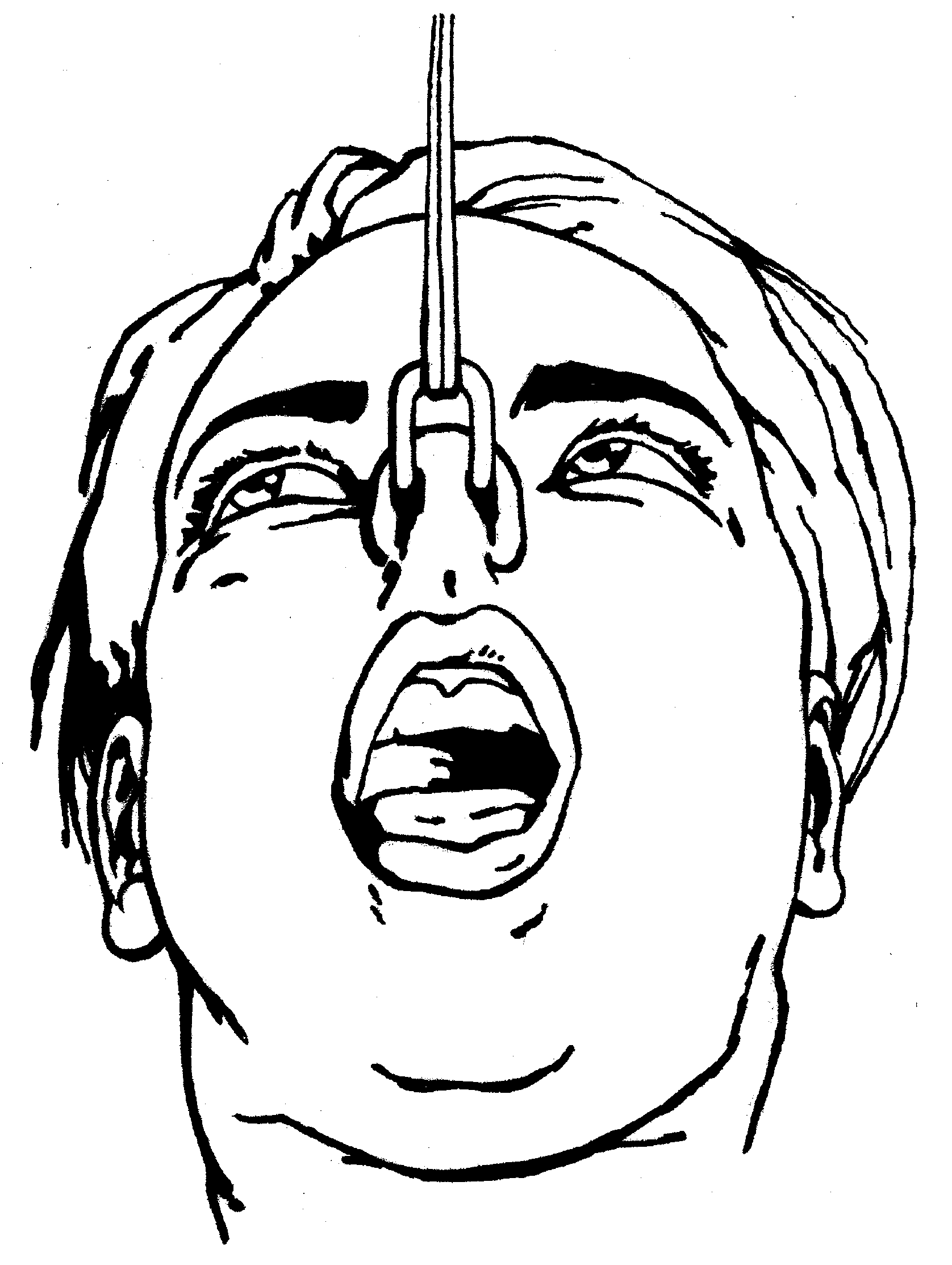
Forme de torture nasale utilisant des crochets

La torture nasale est une forme classique de sadomasochisme (BDSM) japonais, qui implique habituellement toute sorte d'objet, voire simplement les mains, capable de boucher ou/et de torturer les voies respiratoires du nez. Le degré de douleur et d'inconfort causé par cette forme de bondage nasal est variable et basé sur la manière dont l'objet ou le geste est utilisé. C'est une combinaison de souffrance intense et d'humiliation pour un partenaire soumis d'être impliqué dans une torture nasale et autre forme de torture du nez.

## Historique
Il existe différentes manières de torture nasale. Par exemple, tirer les narines et les tourner en est une forme classique. Une pichenette sur le nez avec un doigt ou même un petit fouet est également considérée comme une forme de torture nasale, surtout si elle est pratiquée à plusieurs reprises. La cire chaude sur le bout du nez peut également suffire à torturer.